# Musée national de la Marine

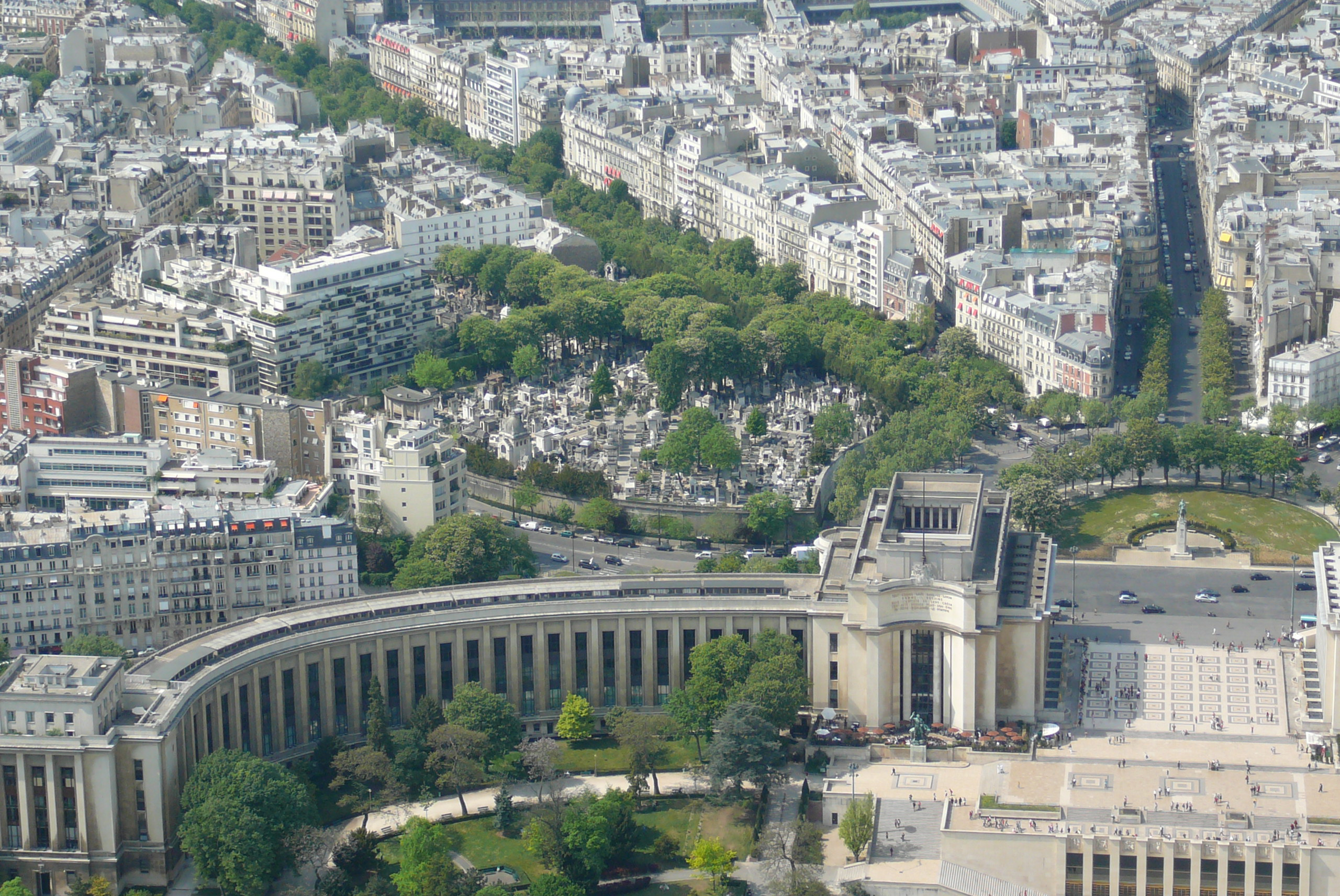
Palais de Chaillot nhìn từ tháp Eiffel

Bảo tàng Hải quân Quốc gia (tiếng Pháp: Musée national de la Marine) là một bảo tàng ở Quận 16 thành phố Paris. Các hiện vật của Bảo tàng Hải quân Quốc gia xuất phát từ bộ sưu tập mà nhà sinh vật học Henri Louis Duhamel du Monceau từng tặng cho vua Louis XV.
Bộ sưu tập chính của Bảo tàng Hải quân Quốc gia hiện nay được trưng bài trong Palais de Chaillot, nhưng bảo tàng cũng có các chi nhánh ở Brest, Port-Louis, Rochefort, Toulon va Saint-Tropez. Nãm 2007, Bảo tàng Hải quân Quốc gia đón lượt 153.782 khách thăm.